# Эдмонтон Ойл Кингз
«Э́дмонтон Ойл Кингз» (англ. Edmonton Oil Kings) — юниорский хоккейный клуб, выступающий в Западной хоккейной лиге (WHL). Клуб расположен в городе Эдмонтон, провинция Альберта, Канада.

## История
Нынешний «Эдмонтон Ойл Кингз» — уже четвёртая команда WHL, базирующаяся в Эдмонтоне. Первой были «Ойл Кингз», существовавшие в 1950—1976 гг. и выигравшие два Мемориальных кубка (1963, 1966) и два чемпионства WHL (1971, 1972). Однако в 70-е годы посещаемость матчей команды стала падать, и это привело к переезду клуба в Портленд и превращению в «Портленд Уинтерхокс».
Попытка возродить «Эдмонтон Ойл Кингз» в 1978 г. оказалось неудачной — команда просуществовала лишь один сезон.
В 1996 г. молодёжный хоккей возвращается в Эдмонтон, но лишь на два сезона. В 1998 г. «Эдмонтон Айс» переезжает в Крэнбрук и получает название «Кутеней Айс».
В марте 2006 г. было объявлено о создании нового «Эдмонтон Ойл Кингз». Команда дебютировала в WHL в сезоне 2007/08. 

## Награды и достижения

### Командные
- Скотти Манро Мемориал Трофи — победитель регулярного сезона Западной хоккейной лиги (2012, 2021)
- Кубок Эда Чиновета — победитель плей-офф Западной хоккейной лиги (2012, 2014, 2022)
- Мемориальный кубок — победитель Канадской хоккейной лиги (2014)
- Финалист Кубка Эда Чиновета (2013)

### Личные
WHL:
- WHL плюс/минус Эворд (лучший показатель плюс/минус) — Эштон Сотнер (2014)
- Брэд Хорнанг Трофи (за благородство и добропорядочность на льду) — Дилан Рак (2013)
- Ллойд Сондерс Мемориал Трофи (лучшему руководителю) — Боб Грин (2012, 2013)
- WHL плей-офф MVP — Лорен Броссои (2012), Гриффин Рейнхарт (2014), Кайден Гуле (2022)
- Данк МакКаллум Мемориал Трофи (лучшему тренеру) — Брэд Лауэр (2020)
- Джим Пигготт Мемориал Трофи (лучшему новичку года) — Дилан Гюнтер (2020)
- Сент-Клер Груп Трофи (за лучшие отношения между маркетингом клуба и болельщиками) — (2018, 2024)
- Дуг Уикенхайзер Мемориал Трофи (за общественную и благотворительную деятельность) — Уилл Уорм (2020), Люк Прокоп (2022)

Мемориальный кубок:
- Стэффорд Смайт Мемориал Трофи (самому ценному игроку) — Эдгарс Кулда (2014)
- Эд Чиновет Трофи (лучшему бомбардиру) — Хенрик Самуэльссон (2014)
- Джордж Парсонс Трофи (за благородство и добропорядочность на льду) — Кёртис Лазар (2014)

## Игроки, выбиравшиеся на первом раундедрафта НХЛ
- 2010 — #23 Марк Песик (Баффало Сейбрз)
- 2012 — #4 Гриффин Рейнхарт (Нью-Йорк Айлендерс)
- 2012 — #27 Хенрик Самуэльссон (Финикс Койотис)
- 2013 — #17 Кёртис Лазар (Оттава Сенаторз)
- 2020 — #16 Кайден Гуле (Монреаль Канадиенс)
- 2020 — #26 Джейк Нейборс (Сент-Луис Блюз)
- 2021 — #9 Дилан Гюнтер (Аризона Койотис)
- 2021 — #15 Себастьян Косса (Детройт Ред Уингз)